# Order Zasługi (Chile)
Order Zasługi lub Order Zasługi Chile (hisz. Orden al Merito lub Orden al Merito de Chile także Orden „Al Mérito de Chile”) – najwyższy chilijski order nadawany cudzoziemcom za wybitne zasługi dla Republiki Chile.

## Rys historyczny
Order jest kontynuacją chilijskiej Legii Zasługi ustanowionej przez Bernardo O’Higginsa w 1817 roku, a zniesionej przez Ramóna Freirę w 1825 roku. 14 września 1906 roku ustanowiono dekretem ministra wojny „Medal Zasługi” (o kształcie gwiazdy, początkowo nadawany w stopniu złotym i srebrnym, a od 31 sierpnia 1911 podzielony na trzy numerowane stopnie i noszony na trójkolorowej, niebiesko-biało-czerwonej wstążce), który został zastąpiony przez „Order Zasługi” dekretem ministra spraw zagranicznych 20 czerwca 1929 r. (potwierdzony dekretem z 25 listopada 1929 r.). Odznaczenie zostało podzielone na sześć klas i noszone było na ciemnoniebieskiej wstędze lub wstążce zależnie od klasy.
W kolejności starszeństwa chilijskich odznaczeń państwowych zajmuje pierwsze miejsce przed Orderem Bernardo O’Higginsa.
Dzieli się sześć klas:
- klasa I – Łańcuch (Collar)
- klasa II – Krzyż Wielki (Gran Cruz)
- klasa III – Wielki Oficer (Gran Oficial)
- klasa IV – Komandor (Comendador)
- klasa V – Oficer (Oficial)
- klasa VI – Kawaler (Caballero)